# Mattias Bergman
Per Mattias Bergman, född 7 september 1966, är en svensk ekonom och verkställande direktör för Bil Sweden.
Bergman, som har en Executive MBA från Copenhagen Business School, är sedan februari 2018 VD för BIL Sweden, som är branschorganisationen för fordonsindustrin i Sverige. 
Innan detta var han VD för NEVS 2012–2017 som köpte SAAB Automobiles konkursbo i Trollhättan. Mellan 1997 och 2010 innehade han olika positioner vid Exportrådet (idag Business Sweden), 1992–2010 som vice VD och dessförinnan handelskommissionär i Japan och Korea. Från 2010 till 2012 var han vice VD för Springtime AB.
Bergman är ordförande i Odette Sverige samt ledamot i Azelio AB och Neonode AB.